# Casimiro de Oliveira
Pour les articles homonymes, voir Oliveira.
Casimiro de Oliveira, né le 8 septembre 1907 et décédé le 22 novembre 1970, est un ancien pilote automobile sur circuits portugais.

## Biographie
Avant-guerre, il est recruté par la marque Bugatti pour aller en 1938 disputer le Grand Prix automobile de Rio de Janeiro. Il finit cinquième de l'épreuve malgré un départ en dernière position. Il a été remarqué notamment après sa victoire un an plus tôt au Circuit de Vila Real à bord d'une Jaguar SS100, devant l'allemand Max Schaumburg-Lippe en Adler Trumpf RS, une course à laquelle participent aussi Tazio Nuvolari, et Rudolf Hasse sur BMW 328. Il s'agissait en fait de la première victoire internationale de la marque Jaguar.
De Oliveira remporte le premier Grand Prix du Portugal de l'après-guerre à Porto, en 1951 au circuito da Boavista et qui se dispute alors en formule Sport. Avec sa Ferrari 340 America Berlinetta Vignale, il devance l'italien Vittorio Marzotto et la Talbot-Lago S de Pierre Meyrat. En 1952 et 1953 il est aussi deuxième de son GP national avec la 225 S puis la 250 MM (derrière Eugenio Castellotti, puis son compatriote José Arroyo Nogueira Pinto).

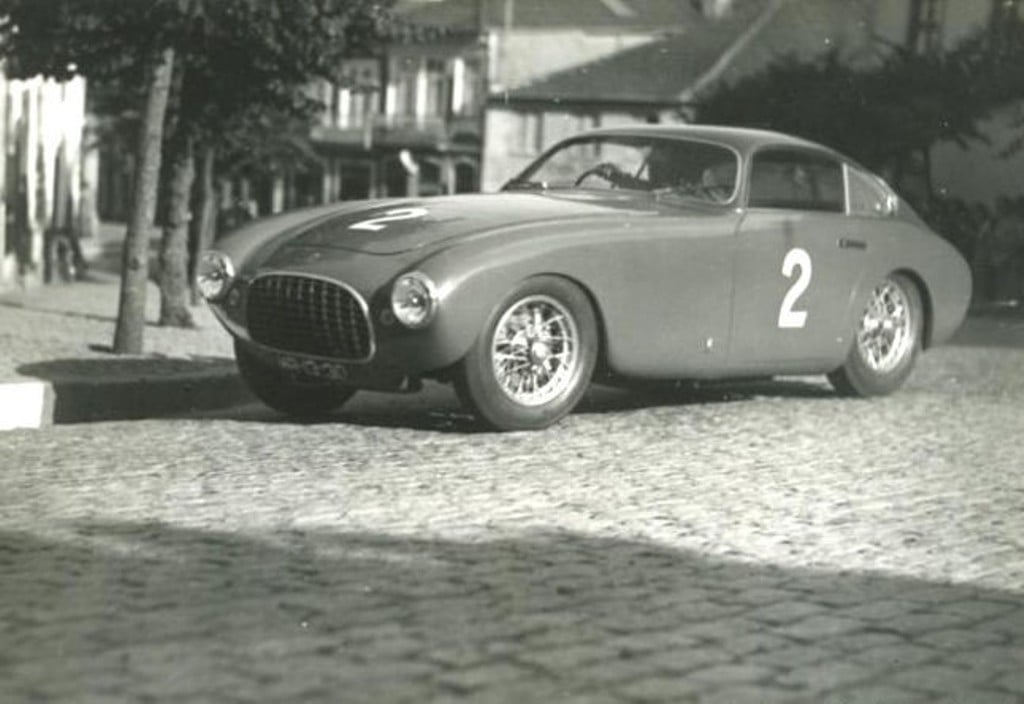
De Oliveira sur Ferrari 340 à Vila Real en 1951.

Il est encore vainqueur à Vila Real en 1952 sur Ferrari 225 S (2e en 1950, et 3e en 1951), ainsi que la même
En octobre 1953 il s'impose à la Coupe d'Or de Sicile sur sa propre 250 MM, et l'année suivante il obtient le 1re place enl'Hedemoraloppet d'Hedemora en Suède (retournant obtenir une septième place dans ce pays à la Skarpnäcksloppet, moins de quatre mois plus tard).
Il termine sa carrière au volant en 1955.
Son frère cadet (de un an) est le cinéaste Manoel de Oliveira, lui aussi un ancien pilote de compétition automobile, qui parfois fut à ses côtés en course.